# Fabricio Andrade
Fabricio Andrade (Fortaleza, Ceará, Brasil; 10 de octubre de 1997) es un artista marcial mixto brasileño que actualmente compite en la categoría de peso gallo de ONE Championship, donde es el actual Campeón Mundial de Peso Gallo de ONE. Andrade es reconocido por su estilo basado en el Muay Thai, sus constantes ataques al cuerpo y su manejo de la distancia. Desde abril de 2023, está en la posición #5 del ranking libra por libra de ONE Championship según SCMP.

## Primeros años
Fabricio nació en Fortaleza, donde no había muchas oportunidades para que los jóvenes de la región se fueran y se desarrollaran, pero cuando encontró el Muay Thai a los 13 años de edad, supo que esto podía ser su boleto para una vida mejor. El brasileño rápidamente desarrolló una genuina pasión por el deporte, y prontamente, lo transformó física y mentalmente. Andrade entrena en Tiger Muay Thai en Phuket, Tailandia donde ha entrenado con otros campeones mundiales como Petr Yan, Alexander Volkanovski y el doble campeón de ONE Anatoliy Malykhin.

## Carrera de artes marciales mixtas
Antes de firmar con ONE Championship, Andrade acumuló un récord de 3–2, peleando en promociones regionales de Brasil, Kazajistán y China.

### ONE Championship
Andrade debutó en la promoción contra Mark Abelardo en ONE Championship: No Surrender el 31 de julio de 2020. Ganó la pelea por sumisión (rear-naked choke) en el segundo asalto.
En su segunda pelea en la promoción, Andrade enfrentó a Shoko Sato en ONE Championship: Unbreakable 3 el 5 de febrero de 2021. Ganó la pelea por decisión unánime.
Andrade enfrentó a Kaiwen Li en ONE Championship: Winter Warriors 2 el 17 de diciembre de 2021. Ganó la pelea por TKO en el primer asalto.
Andrade enfrentó a Jeremy Pacatiw en ONE Championship: Full Circle el 25 de febrero de 2022. Ganó la pelea por KO con un rodillazo al cuerpo en el primer asalto.
Andrade enfrentó a Won Il Kwon en la coestelar de ONE 158 el 3 de junio de 2022. Nuevamente, ganó la pelea por KO con un golpe al cuerpo en el primer asalto. Esta victoria lo hizo merecedor de su primer premio de Actuación de la Noche.
Andrade enfrentó a John Lineker por el Campeonato Mundial de Peso Gallo de ONE en el evento estelar de ONE on Prime Video 3 el 21 de octubre de 2022. Durante el pesaje, Lineker dio 145.75 libras, 0.75 libras sobre el límite de peso gallo, por lo que fue despojado de su título, multado con el 20% de su bolsa que fue hacía Andrade, y la pelea continuó en un peso pactado en el que sólo Andrade podía ganar el título. Durante el tercer asalto de la pelea mayormente controlada por Andrade, éste conecta un rodillazo a la ingle de Lineker que lo deja incapaz de continuar, declarando la pelea como sin resultado.

#### Campeonato Mundial de Peso Gallo de ONE
Andrade enfrentó a John Lineker en una revancha por el Campeonato Mundial Vacante de Peso Gallo de ONE en ONE Fight Night 7 el 24 de febrero de 2023. Ganó la pelea y el título por TKO en el cuarto asalto.

#### Oportunidad por el Campeonato Mundial de Kickboxing de Peso Gallo de ONE
Andrade enfrentó al Campeón Mundial de Muay Thai de Peso Gallo de ONE Jonathan Haggerty por el Campeonato Mundial Vacante de Kickboxing de Peso Gallo de ONE el 6 de octubre de 2023, en ONE Fight Night 15.
Andrade hizo la primera defensa de su título en una revancha contra Won Il Kwon el 24 de enero de 2025, en ONE 170. Ganó la pelea por TKO en el primer asalto. Esta victoria lo hizo merecedor de su primer premio de Actuación de la Noche

## Campeonatos y logros
- ONE Championship
  - Campeón Mundial de Peso Gallo de ONE (Una vez; actual)
    - Una defensa titular exitosa

  - Actuación de la Noche (Dos veces) vs. Kwon Won Il 1 y 2[12]

## Récord en artes marciales mixtas
| Récord profesional | Récord profesional | Récord profesional |
| 13 peleas          | 10 victorias       | 2 derrotas         |
| ------------------ | ------------------ | ------------------ |
| Nocaut             | 6                  | 1                  |
| Sumisión           | 2                  | 0                  |
| Decisión           | 2                  | 1                  |
| Sin resultado      | 1                  | 1                  |

| Resultado     | Récord   | Oponente              | Método                                | Evento                              | Fecha                    | Ronda | Tiempo | Localización                   | Notas |
| ------------- | -------- | --------------------- | ------------------------------------- | ----------------------------------- | ------------------------ | ----- | ------ | ------------------------------ | --- |
| Victoria      | 10–2 (1) | Kwon Won Il           | KO (golpe al cuerpo)                  | ONE 170                             | 24 de enero de 2025      | 1     | 0:42   | Bangkok, Tailandia             | Defendió el Campeonato de Peso Gallo de ONE. Actuación de la Noche. |
| Victoria      | 9–2 (1)  | John Lineker          | TKO (paro de la esquina)              | ONE Fight Night 7                   | 24 de febrero de 2023    | 4     | 5:00   | Bangkok, Tailandia             | Ganó el Campeonato Vacante de Peso Gallo de ONE. |
| Sin Resultado | 8–2 (1)  | John Lineker          | Sin Resultado (golpe bajo accidental) | ONE on Prime Video 3                | 21 de octubre de 2022    | 3     | 2:44   | Kuala Lumpur, Malasia          | Por el Campeonato de Peso Gallo de ONE. Lineker no dio el peso (145.75 lbs) y fue despojado del título. Sólo Andrade era elegible para ganar el título. Un golpe bajo accidental dejó a Lineker incapaz de continuar. |
| Victoria      | 8–2      | Kwon Won Il           | KO (patada al cuerpo)                 | ONE 158                             | 3 de junio de 2022       | 1     | 1:02   | Kallang, Singapur              | Actuación de la Noche. |
| Victoria      | 7–2      | Jeremy Pacatiw        | KO (rodillazo al cuerpo)              | ONE Championship: Full Circle       | 25 de febrero de 2022    | 1     | 1:37   | Kallang, Singapur              | |
| Victoria      | 6–2      | Li Kai Wen            | TKO (golpes)                          | ONE Championship: Winter Warriors 2 | 3 de diciembre de 2021   | 1     | 4:41   | Kallang, Singapur              | |
| Victoria      | 5–2      | Shoko Sato            | Decisión (unánime)                    | ONE Championship: Unbreakable 3     | 22 de enero de 2021      | 3     | 5:00   | Kallang, Singapur              | |
| Victoria      | 4–2      | Mark Abelardo         | Sumisión técnica (rear-naked choke)   | ONE Championship: No Surrender      | 31 de julio de 2020      | 2     | 1:11   | Bangkok, Tailandia             | Peso pactado (148 lbs). |
| Victoria      | 3–2      | Lige Teng             | Decisión (unánime)                    | WLF W.A.R.S. 33                     | 17 de mayo de 2019       | 3     | 5:00   | Zhengzhou, China               | Debut en peso pluma. |
| Victoria      | 2–2      | Xiatiha Zhumatai      | Sumisión (rear-naked choke)           | Kunlun Fight 71                     | 1 de abril de 2018       | 2     | 3:23   | Qingdao, Shandong, China       | Pelea en peso mosca. |
| Derrota       | 1–2      | Xiaolong Wu           | Decisión                              | Kunlun Fight MMA 15                 | 3 de octubre de 2017     | 3     | 5:00   | Alxa, Mongolia Interior, China | |
| Derrota       | 1–1      | Zelimkhan Betergaraev | TKO (golpes)                          | WFCA 18 Grand Prix Akhmat           | 15 de abril de 2016      | 2     | 3:04   | Pavlodar, Kazajistán           | Peso pactado (140 lbs). |
| Victoria      | 1–0      | Markinho Guerreiro    | TKO                                   | Mix Fight Night 2                   | 19 de septiembre de 2014 | 2     | 2:36   | Fortaleza, Brasil              | Debut en peso gallo. |

## Récord en Kickboxing y Muay Thai
| Récord en Kickboxing y Muay Thai                                      | Récord en Kickboxing y Muay Thai | Récord en Kickboxing y Muay Thai | Récord en Kickboxing y Muay Thai                                               | Récord en Kickboxing y Muay Thai | Récord en Kickboxing y Muay Thai     | Récord en Kickboxing y Muay Thai | Récord en Kickboxing y Muay Thai |
| --------------------------------------------------------------------- | -------------------------------- | -------------------------------- | ------------------------------------------------------------------------------ | -------------------------------- | ------------------------------------ | -------------------------------- | -------------------------------- |
| 20 Victorias (7 (T)KOs), 3 Derrotas                                   |                                  |                                  |                                                                                |                                  |                                      |                                  |                                  |
| Fecha                                                                 | Resultado                        | Oponente                         | Evento                                                                         | Localización                     | Método                               | Ronda                            | Tiempo                           |
| 04-11-2023                                                            |                                  | Jonathan Haggerty                | ONE Fight Night 16                                                             | Bangkok, Tailandia               |                                      |                                  |                                  |
| Por el Campeonato Mundial Vacante de Kickboxing de Peso Gallo de ONE. |                                  |                                  |                                                                                |                                  |                                      |                                  |                                  |
| 31-08-2019                                                            | Victoria                         | Jin Ying                         | Wu Lin Feng 2019: WLF -67kg World Cup 2019-2020 3rd Group Stage                | Zhengzhou, China                 | TKO (Parada médica)                  | 3                                |                                  |
| 27-07-2019                                                            | Victoria                         | Hu Zheng                         | Wu Lin Feng 2019: WLF -67kg World Cup 2019-2020 2nd Group Stage                | Zhengzhou, China                 | Decisión (Unánime)                   | 3                                | 3:00                             |
| 30-03-2019                                                            | Victoria                         | Zhao Chuanlin                    | Wu Lin Feng 2019: WLF x Lumpinee - China vs Thailand                           | Zhengzhou, China                 | Decisión (Unánime)                   | 3                                | 3:00                             |
| 01-12-2018                                                            | Derrota                          | Zhu Shuai                        | WLF -67kg World Cup 2018-2019 6th Round, -60kg Contender Tournament Semi Final | Zhengzhou, China                 | KO (Gancho de Izquierda)             | 2                                | 1:50                             |
| 07-11-2018                                                            | Victoria                         | Zhang Lanpei                     | Wu Lin Feng 2018: WLF x KF1                                                    | Kallang, Singapur                | Decisión                             | 3                                | 3:00                             |
| 01-09-2018                                                            | Victoria                         | Chen Yong                        | Wu Lin Feng 2018: WLF -67kg World Cup 2018-2019 3rd Round                      | Pekín, China                     | Decisión (Unánime)                   | 3                                | 3:00                             |
| 07-07-2018                                                            | Victoria                         | Fang Feida                       | Wu Lin Feng 2018: WLF -67kg World Cup 2018-2019 1st Round                      | Shanghái, China                  | Decisión                             | 3                                | 3:00                             |
| 02-06-2018                                                            | Victoria                         | Lu Pinbo                         | Wu Lin Feng 2018: Yi Long VS Saiyok                                            | Shanghái, China                  | TKO (Rodilla al cuerpo)              | 2                                |                                  |
| 05-11-2017                                                            | Victoria                         | Zhang Hua                        | Kunlun Fight 66                                                                | Wuhan, China                     | KO                                   | 2                                |                                  |
| 02-09-2017                                                            | Victoria                         | Peng Shuai                       | Kunlun Hero City                                                               | China                            | TKO                                  | 1                                |                                  |
| 08-04-2017                                                            | Victoria                         | Eduardo Terceiro                 | Coronel Combate                                                                | Fortaleza, Brasil                |                                      |                                  |                                  |
| 18-03-2017                                                            | Victoria                         | Bandera de Brasil                | NKB                                                                            | Fortaleza, Brasil                | KO                                   | 4                                | 3:00                             |
| Defendió el título de -60kg de Cerara State.                          |                                  |                                  |                                                                                |                                  |                                      |                                  |                                  |
| 02-12-2016                                                            | Victoria                         | Douglas Nunes                    | WGP Kickboxing 35                                                              | Fortaleza, Brasil                | Decisión (Unánime)                   | 3                                | 3:00                             |
| 24-09-2016                                                            | Victoria                         | Bandera de Brasil                |                                                                                | Brasil                           | KO (Patada a la cabeza y rodillazos) |                                  |                                  |
| 23-07-2016                                                            | Victoria                         | Pedro Rodrigues                  | Aspera Kickboxing                                                              | Fortaleza, Brasil                | TKO (Gancho de Izquierda al cuerpo)  |                                  |                                  |